# A végén majd meghajlunk
A végén majd meghajlunk az Alvin és a mókusok együttes tizedik albuma.

## Az album dalai
1. A végén majd meghajlunk
2. Illúzió
3. Pont olyan mint én
4. Nem megy tovább
5. A békéhez túl sokan vagyunk
6. Sok száz kismadár
7. Istenek szemével
8. Elbaszott szerelem
9. Az év dolgozója
10. A benned rejlő jóság
11. A hattyúk taván